# 일반사면
일반사면(一般赦免)은 범죄의 종류를 정하여 그에 해당하는 모든 범죄자에 대한 형벌을 사면하는 일이다. 사면의 한 종류로 대사(大赦)라고도 한다. 특별사면과 달리 대통령의 단독 권한 행사를 할 수 없고 국회의 동의를 받아야 한다. 또한 특정한 범죄자에 대하여 사면하는 특별사면에 비하여 자주하지 않는다.
대통령령으로 죄의 종류를 정하여 행해지는 것으로, 국무회의의 심의를 거쳐야 하며 국회의 동의를 얻어야 한다(헌법 제79조). 대통령령에 특별 규정이 없으면 형의 선고의 효력을 소멸시킨다. 또한 형의 선고를 받지 아니한 자에 대해서는 공소권을 소멸시킨다.